# Utagawa Toyoharu
Utagawa Toyoharu (japanisch 歌川 豊春; geboren 1735 auf Kyūshū?; gestorben 3. März 1814 in Edo) war ein Ukiyoe-Künstler in der späten Edo-Zeit. Er war der Gründer der Utagawa-Schule.

## Leben und Wirken
Utagawa Toyoharu soll auf Kyūshū geboren sein, aber gesichert ist das nicht. Sein Name war Masaki (昌樹), gerufen wurde er Shōjirō (庄次郎) und später wurde er Shin’emon (新右衛門) genannt. Er soll zuerst bei dem Maler Tsurusawa Tangei (鶴沢探鯨; 1687–1769) der Kanō-Schule in Kyōto studierte haben und später nach Edo gegangen sein, um sich bei Toriyama Sekien (1712–1788) weiter zu bilden. Man nimmt an, dass er „Utagawa“ als seinen Nachnamen wählte, weil er im Stadtteil Udagawa-chō (宇田川町) im Bezirk Shiba (芝) in Edo lebte.
Utagawa hat eine breite Palette von Werken hinterlassen, sowohl Ukiyo-e-Drucke als auch handgezeichnete Gemälde (肉筆画, Nikuhitsu-ga). Er hat interessante Drucke im westlich-perspektivischen Stil (浮絵, Uki-e) gestaltet.
Zu Utagawas Schülern gehören unter anderem Utagawa Toyokuni I. und Utagawa Toyohiro. Es war der Beginn einer hoch angesehenen Schule bis zum Ende der Edo-Zeit.

## Bilder

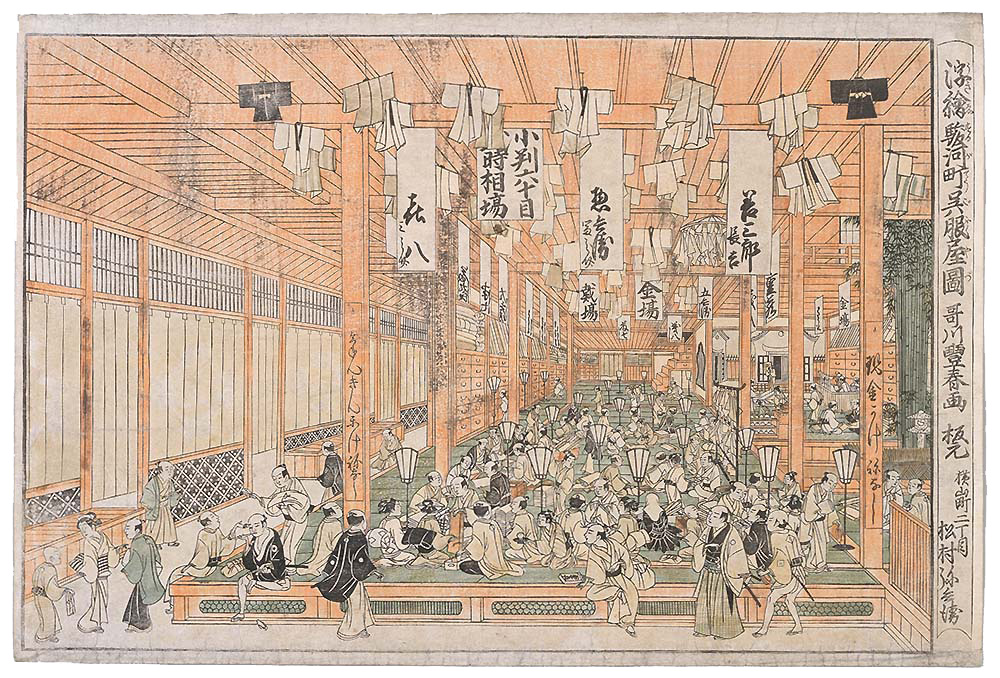
Mitsui-Kleidergeschäft, Edo
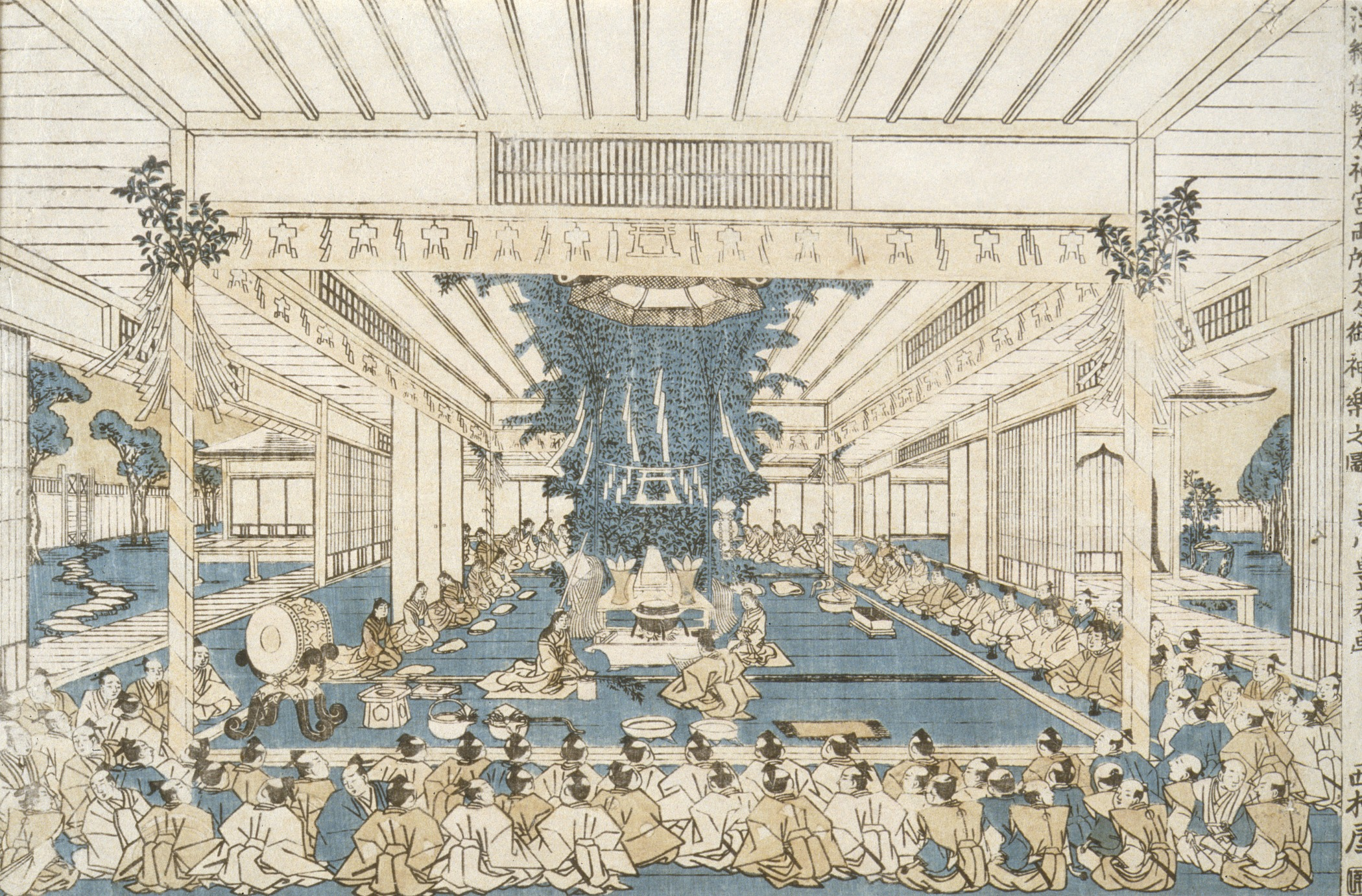
Ise Schrein Festival
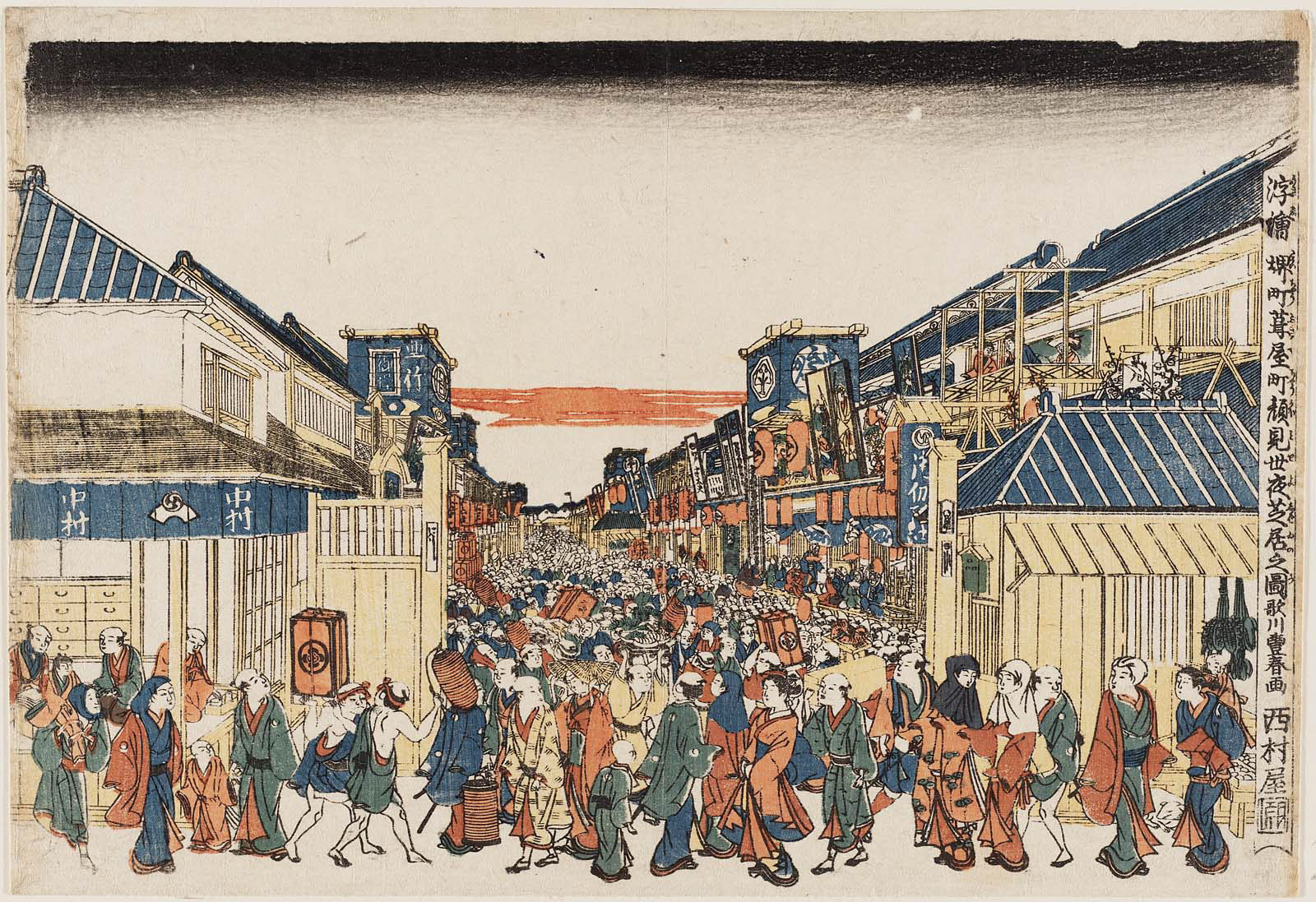
Sakai Theaterviertel
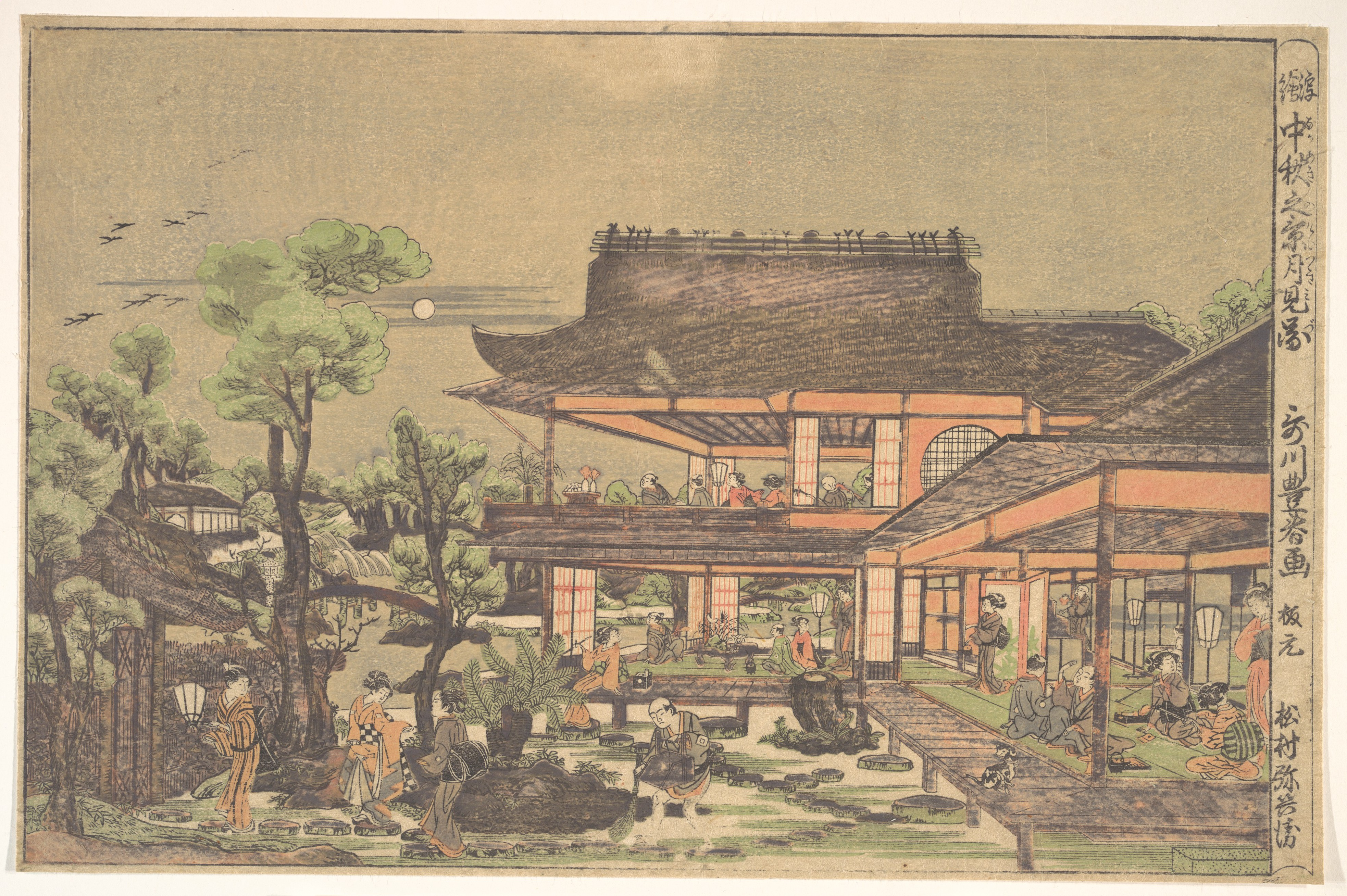
Teehaus am Abend

## Westlicher Einfluss

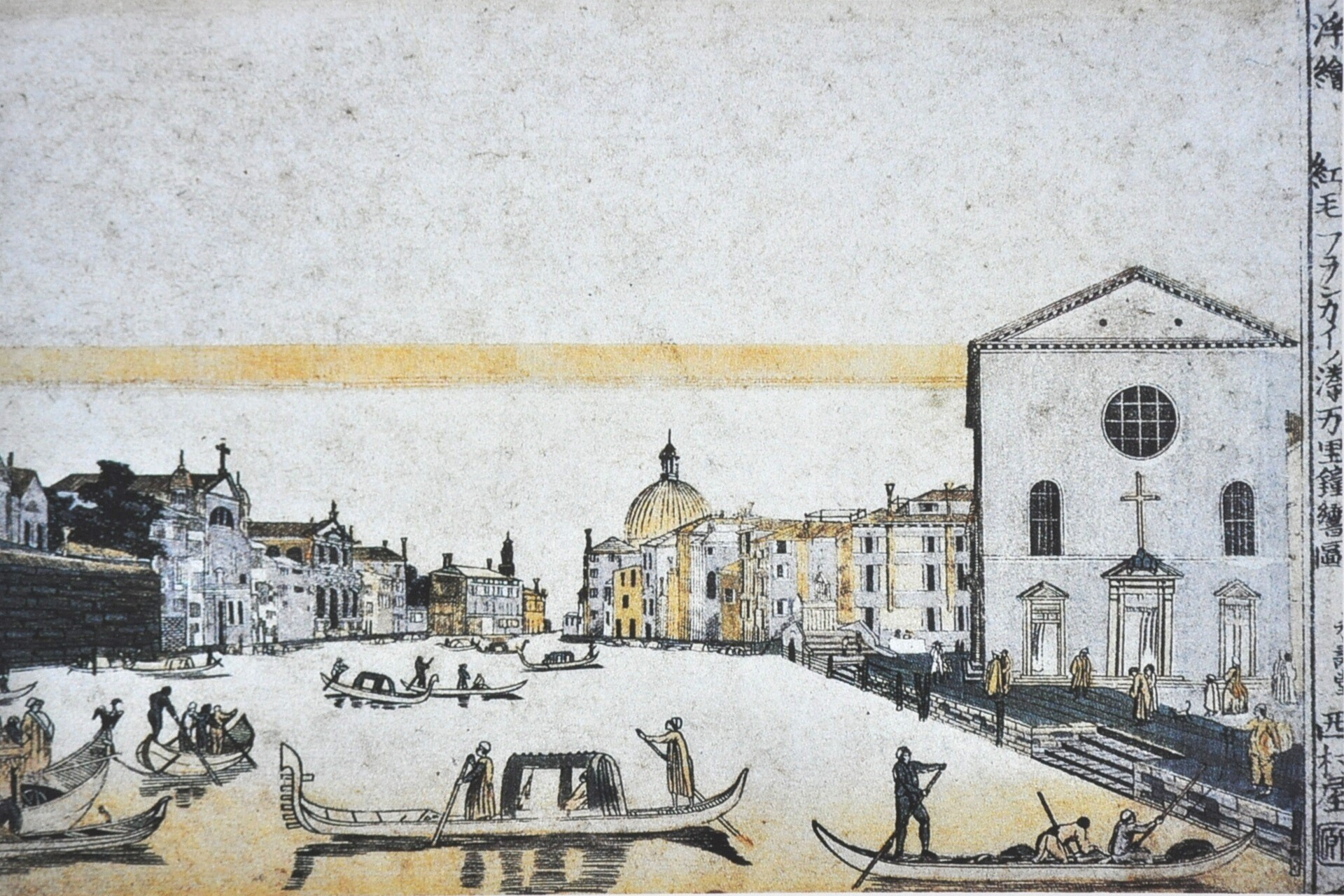
Venedig
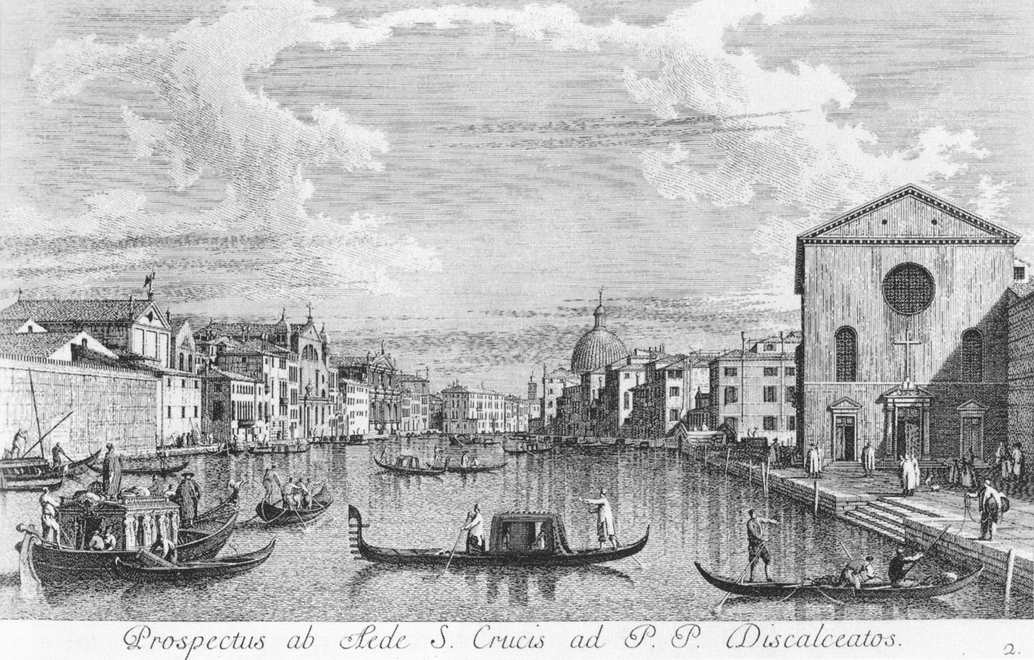
Der Canal Grande von Santa Croce nach Osten[A 1]
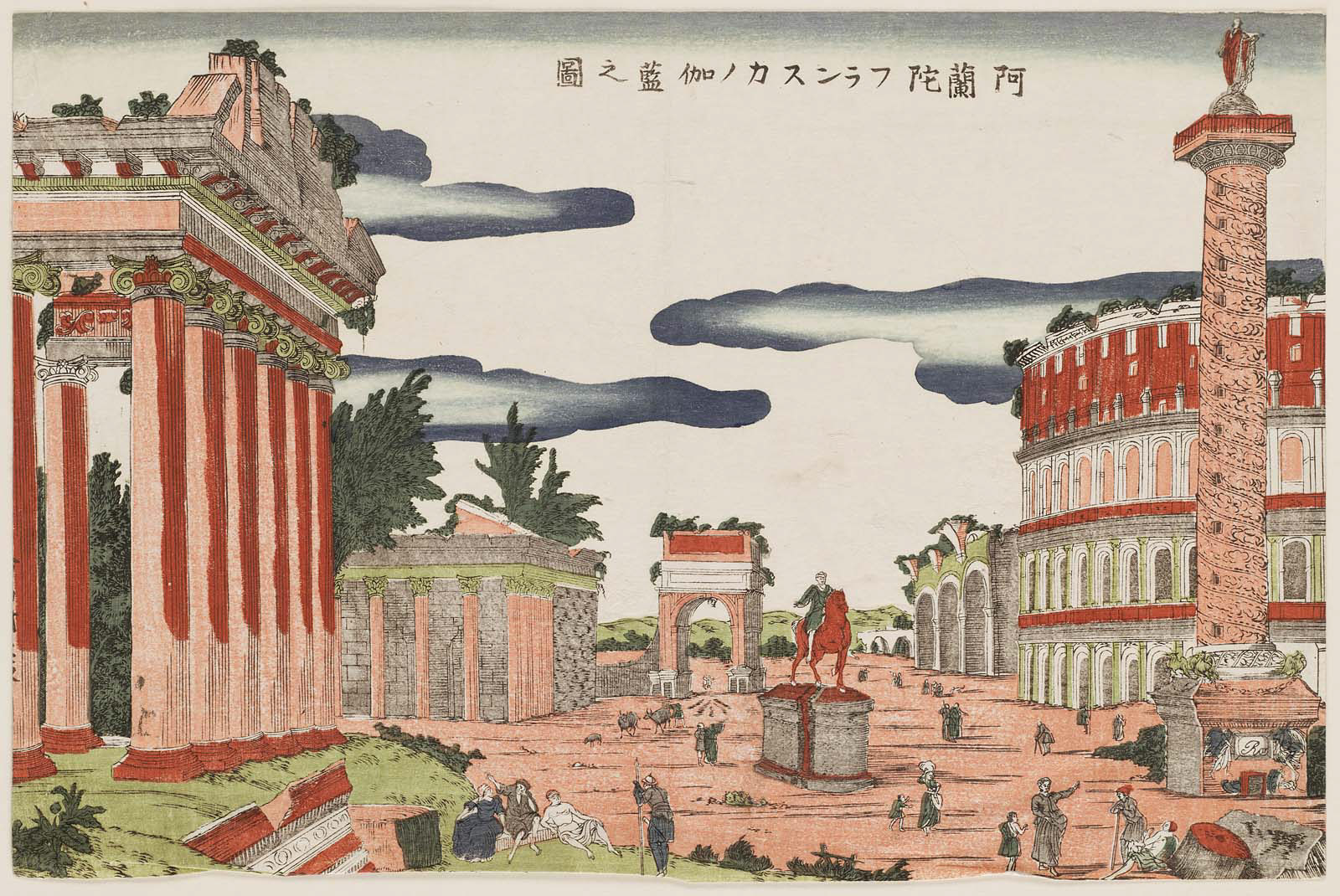
„Holländische Szene“[A 2]